# Das gestohlene Halsband

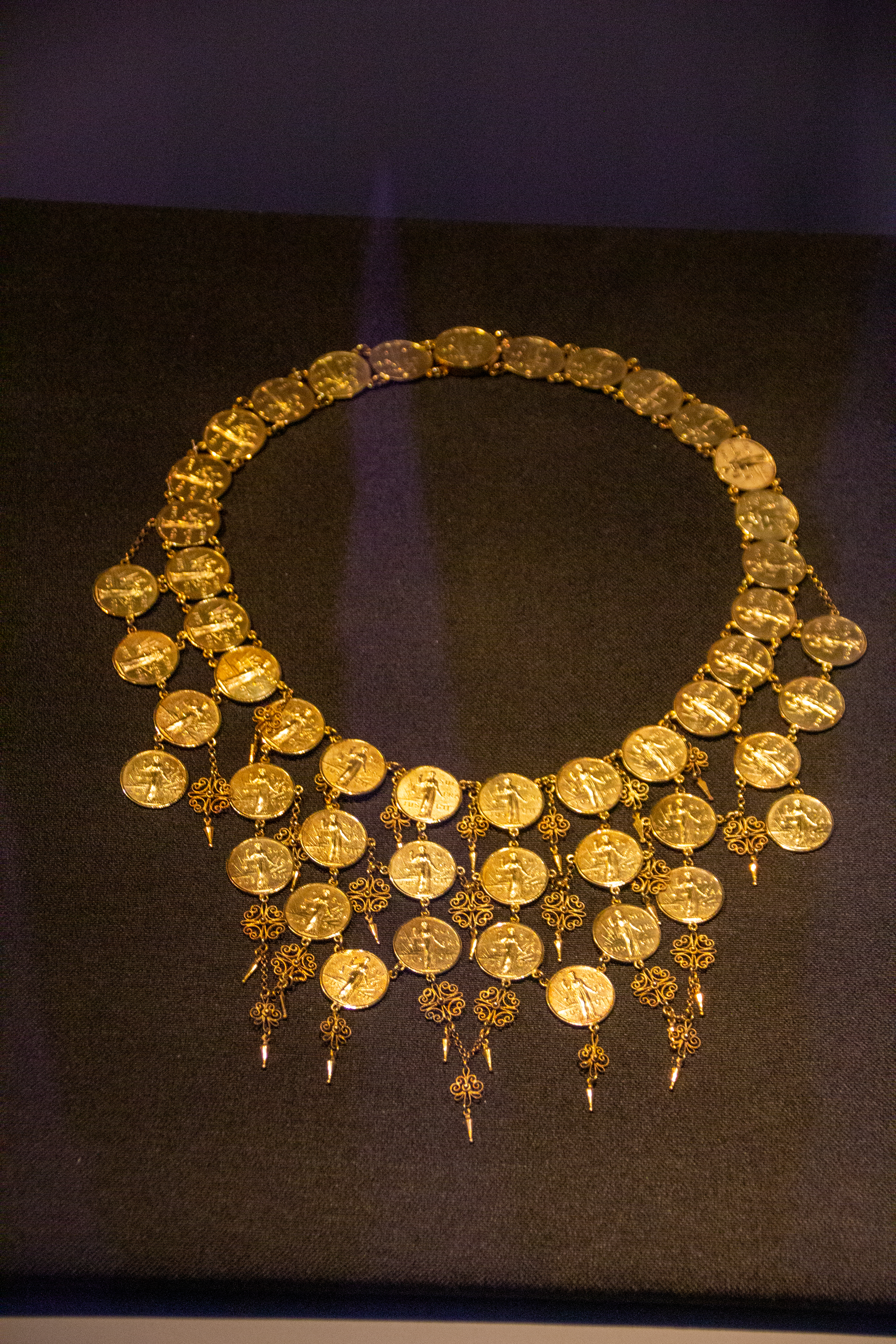
Aus goldenen Münzen gearbeitetes Halsband.

Das gestohlene Halsband ist eine Erzählung aus den Geschichten aus Tausendundeiner Nacht. In der Arabian Nights Encyclopedia wird sie als ANE 200 gelistet. Sie ist eine Binnengeschichte der größeren Erzählung Die List und Tücke der Frauen (ANE 181).

## Handlung
Es war einmal eine fromme Asketin, die sich nur dem Gottesdienst widmete. Sie war ein gern gesehener Gast im Palast des Königs. Eines Tages setzte sie sich neben die Königin, die ihr ein Halsband übergab, das eintausend Dinare wert war. Sie sollte darauf so lange aufpassen, während sich die Königin zum Baden zurückzog. Die Asketin nahm das Halsband und legte es unter ihren Gebetsteppich, während sie betete; anschließend ging sie hinaus, um ihre Notdurft zu verrichten. Doch da kam ein Vogel, der das Halsband stibitzte und in einem Mauerspalt versteckte.
Als die Königin aus dem Bad zurückkam und die Asketin das Halsband wieder übergeben wollte, musste sie mit Entsetzen feststellen, dass es verschwunden war. Sie beteuerte ihre Unschuld, doch der König und die Königin ließen sie mit Feuer und Schlägen foltern; doch die Asketin wich von ihrer Darstellung nicht ab und wurde ins Gefängnis geworfen.
Eines Tages bei einem Aufenthalt außerhalb des Palastes erblickte das Königspaar jedoch den diebischen Vogel, der das Halsband versuchte aus dem Mauerspalt herauszuziehen. Eine Sklavin fing den Vogel und nahm das Halsband an sich. Der König ließ die Asketin frei und entschuldigte sich tränenreich bei ihr. Sie verzieh ihm, schwor aber, nie wieder das Haus eines Menschen zu betreten, und zog fortan durch die Berge und Täler, bis Gott ihre Seele zu sich holte.

## Hintergrund
Die Geschichte findet sich in den meisten frühen arabischen Druckausgaben von Tausendundeine Nacht, darunter in Bulaq I, der Breslauer Ausgabe und der Kalkutta-II-Edition; auf letztere griffen für ihre Übersetzungen Richard Francis Burton und Enno Littmann zurück.

## Ausgaben
- Enno Littmann: Die Erzählungen aus den tausendundein Nächten, Insel Verlag, Frankfurt 1968 (Erstausgabe 1922–1928), 6 Bände (Kalkutta-II-Edition), Band 4, S. 331–333.